# Wormaldia variegata
Wormaldia variegata är en nattsländeart som beskrevs av Martin E. Mosely 1930. Wormaldia variegata ingår i släktet Wormaldia och familjen stengömmenattsländor.

## Underarter
Arten delas in i följande underarter:
- W. v. corsicana
- W. v. denisi
- W. v. maclachlani
- W. v. mattheyi
- W. v. numidica
- W. v. vercorsica